# Министерство внутренних дел Украины
Министерство внутренних дел (МВД) Украины (укр. Міністерство внутрішніх справ України, МВС України) — государственный орган исполнительной власти Украины, деятельность которого направляется и координируется Кабинетом министров Украины. Министерство возглавляет Министр внутренних дел Украины, которого назначает на должность Верховная Рада Украины в установленном законодательством порядке.
МВД Украины является главным органом в системе центральных органов исполнительной власти по вопросам формирования и реализации государственной политики в сфере защиты прав и свобод граждан, интересов общества и государства от противоправных посягательств, ведения борьбы с преступностью, охраны общественного порядка, обеспечения общественной безопасности, безопасности дорожного движения, охраны и обороны особо важных государственных объектов.

## История
- Генеральный секретариат (министерство) внутренних дел Украинской Народной Республики (УНР) (1918—1920)
- Народный комиссариат внутренних дел Украинской ССР (1919—1923) — государственный исполнительный орган Украинской ССР
- Народный комиссариат внутренних дел Украинской ССР (1923—1946) — государственный исполнительный орган Украинской ССР в составе СССР
- Министерство внутренних дел Украинской ССР (1946—1991)
- Министерство внутренних дел Украины (1991 — н.в.)

## Функции МВД Украины

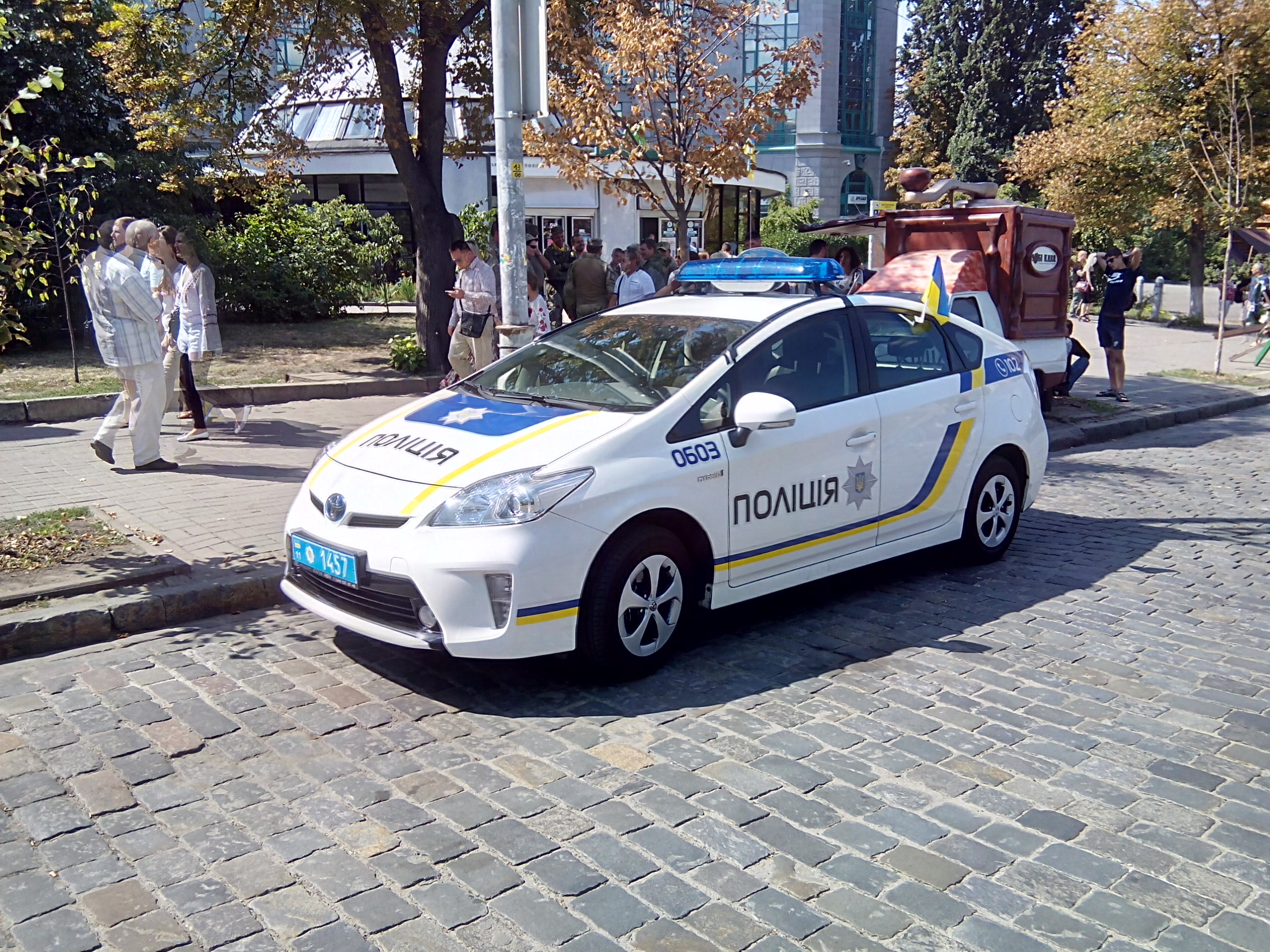
Автомобиль патрульной полиции Киева

- обеспечивает реализацию государственной политики в отношении борьбы с преступностью;
- определяет основные направления деятельности подчинённых ему органов, подразделений, учреждений и эффективные средства и методы выполнения возложенных на них задач;
- организует работу органов внутренних дел, связанную с охраной общественного порядка;
- организует профилактические и оперативно-розыскные меры по предотвращению преступлений, их выявление, прекращения и раскрытие, производства дознания и без предварительного (досудебного) следствия по делам о преступлениях, расследование которых законом возложено на эти органы;
- осуществляет в перечисленных случаях, предусмотренных законодательством Украины, специальные мероприятия по обеспечению безопасности работников суда, органов прокуратуры, внутренних дел, таможенных органов, органов Государственной службы, государственной контрольно-ревизионной службы, рыбоохраны, государственной лесной охраны, Антимонопольного комитета Украины, их близких родственников, как и лиц, участвующих в уголовном судопроизводстве;
- проявляет, раскрывает и расследует преступления, имеющие межрегиональный и Международный характер;
- ведет борьбу с организованной преступностью, наркобизнесом и преступлениями в области экономики;
- обеспечивает профилактику правонарушений, вносит центральным и местным органам исполнительской власти, предприятиям, учреждениям представление об устранении причин и условий, способствующих совершению правонарушений, организовывает проведения среди населения разъяснительной работы по вопросам общественного порядка и преступности;
- участвует в научных, криминологических и социологических исследованиях, разработке исходя из их результатов государственных программ по борьбе с преступностью и по охране общественного порядка;
- употребляет вместе с другими государственными органами меры по предотвращению детской беспризорности и правонарушений среди несовершеннолетних;
- организовывает и ведёт розыск граждан в перечисленных случаях, предусмотренных украинским законодательством Украины и международными договорами;
- организовывает информационно-аналитическое обеспечение органов внутренних дел, формирует центральные справочно-информационные фонды, ведёт оперативно-розыскной и криминалистический учёт, в рамках своих полномочий составляет государственную статистическую отчётность;
- организует проведение всех видов экспертизы по делам криминалистических исследований по материалам оперативно-розыскной деятельности, обеспечивает в установленном порядке участие специалистов экспертной службы в действиях следователей, организовывает проведения на договорных началах соответствующих видов экспертизы и исследований по заказам физических лиц;
- обеспечивает функционирование разрешительной системы, осуществляет контроль за приобретением, хранением, ношением и перевозкой оружия, боеприпасов, взрывчатых веществ и, прочих предметов и веществ, по хранению и использованию которых установлено специальные правила, за открытием и функционированием объектов, где они используются; Свидетельство о прохождении техосмотра, выданное Государственной автомобильной инспекцией Министерства внутренних дел Украины

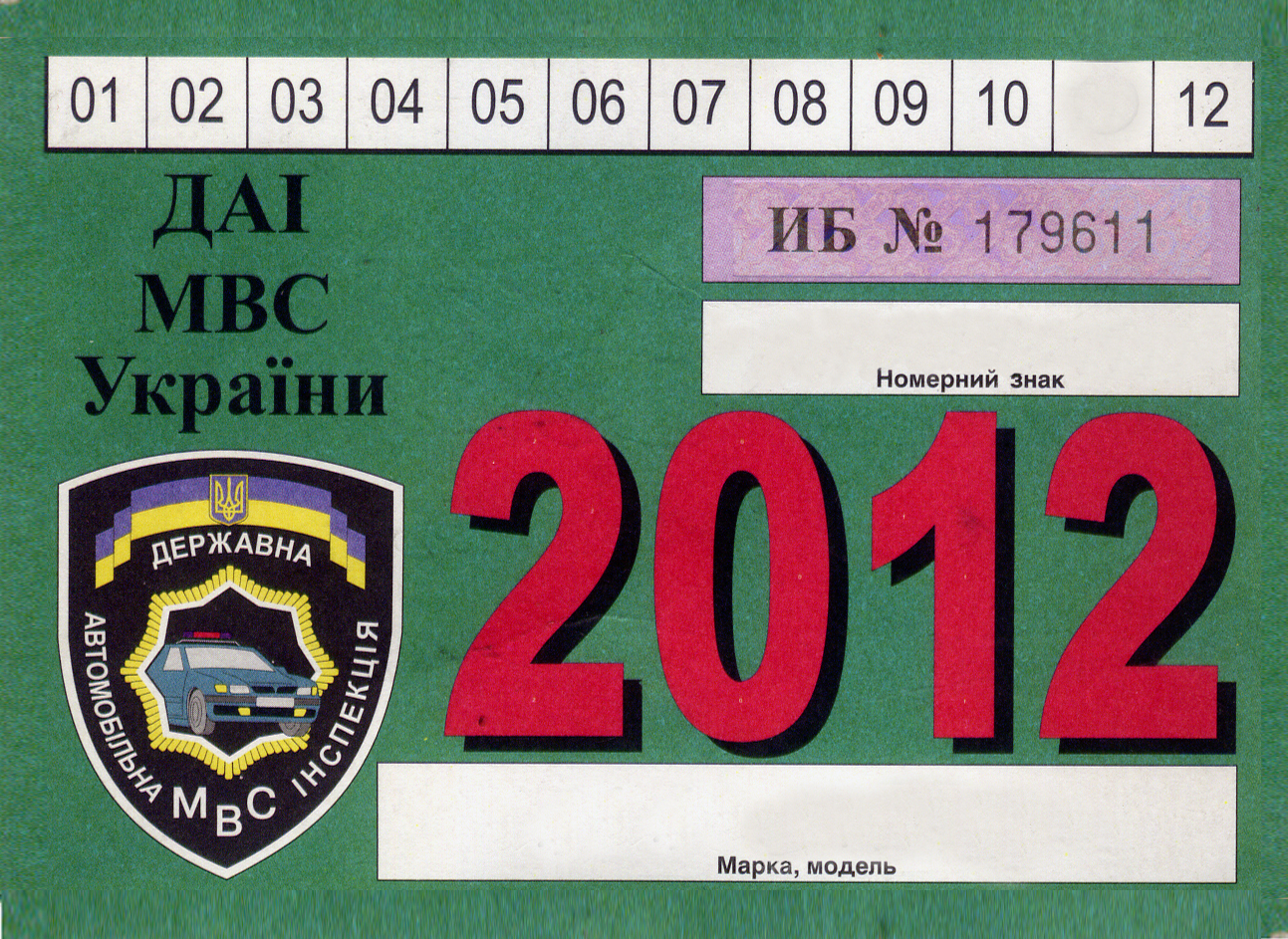
Свидетельство о прохождении техосмотра, выданное Государственной автомобильной инспекцией Министерства внутренних дел Украины

- организует работу Государственной автомобильной инспекции, обеспечивает регистрацию и учёт автомототранспортных средств, вместе с другими государственными органами предпринимает ряд мер к обеспечению безопасности дорожного движениям;
- контролирует проведения другими центральными органами исполнительной власти и транспортными организациями работы, которая проводится для предотвращения дорожно-транспортных происшествий;
- организует на договорных началах охрану имущества всем формам собственности, охраняет особо важные государственные объекты, вместе с заинтересованными государственными органами проводит работу по повышению надёжности охраны этих объектов;
- осуществляет контроль за соблюдением гражданами паспортных правил, правил въезда, выезда, пребывания, и транзитного проезда по территории Украины иностранцев и лиц без гражданства;
- организовывает осуществления мер по спасению людей, охраны их безопасности, обеспечения общественного порядка, сохранения имущества при стихийных бедствиях, авариях, пожарах, катастрофах и по ликвидации их последствий;
- обеспечивает участие органов внутренних дел в пределах их полномочий в осуществлении мероприятий по охране окружающей среды;
- обеспечивает боевую и мобилизационную готовность органов внутренних дел и Национальной гвардии;
- обеспечивает режим военного или чрезвычайного положения в случае их введения;
- участвует в разработке проектов международных договоров Украины по борьбе с преступностью, обеспечивает внутри своих полномочий выполнения заключённых международных договоров Украины, согласно законодательству заключает снабжённые соответствующими органами иностранных государств договоры о сотрудничестве в области борьбы с преступностью и по другим вопросам, относящихся к его компетенции;
- предпринимает ряд мер к реализации отраслевого сотрудничества и Европейского союза, в рамках своих полномочий обеспечивает выполнение Украинской стороной обязательств по Соглашению о партнёрстве и сотрудничестве между Украиной и Европейским союзом, других международных договоров Украины, адаптацию законодательства Украины к законодательству линии Европейского союза, осуществляет другие культмассовые мероприятия относительно интеграции Украины в линии Европейского союза;
- обеспечивает в случаях, предусмотренных украинским законодательством, лицензирование отдельных видов хозяйственной деятельности;
- обеспечивает реализацию государственной политики по Государственной тайне, контроль по её сохранению в центральном аппарате Министерства, в органах внутренних дел и войсках;
- выполняет другие важные функции, которые следуют из возложенных задач;
- представляет Кабинет министров Украины по его поручению в международных организациях и при заключении международных договоров;
- проверяет соблюдение центральными и местными органами исполнительной власти, органами местного самоуправления, предприятиями, учреждениями и организациями и гражданами правил безопасности дорожного движения, разрешительной системы;
- занимается согласно законодательству хозяйственной деятельностью.

## Структура

### Руководство Министерства внутренних дел Украины
Структура Центрального аппарата Министерства внутренних дел Украины:
Министерство возглавляет министр внутренних дел Украины, назначаемый указом президента Украины.
- Министр внутренних дел Игорь Владимирович Клименко
- Государственный секретарь МВД Инна Петровна Ящук[укр.]
- Заместитель Министра внутренних дел Богдан Евгеньевич Драпятый
- Заместитель Министра внутренних дел Алексей Алексеевич Сергеев
- Заместитель Министра внутренних дел Екатерина Владимировна Павличенко[укр.][1]
- Заместитель Министра внутренних дел Василий Михайлович Тетеря
- Заместитель Министра внутренних дел Леонид Леонидович Тимченко

### Департаменты и управления
| Название                                                                                           |
| Патронатная служба                                                                                 |
| Департамент организационно-аппаратной работы                                                       |
| Департамент формирования политики в отношении подконтрольных Министру органов власти и мониторинга |
| Департамент аналитической работы и организации управления                                          |
| Департамент информационных технологий                                                              |
| Департамент коммуникации                                                                           |
| Департамент юридического обеспечения                                                               |
| Департамент внутреннего аудита                                                                     |
| Департамент международного сотрудничества и европейской интеграции                                 |
| Департамент финансово-учетной политики                                                             |
| Департамент персонала, организации образовательной и научной деятельности                          |
| Департамент по вопросам режима и служебной деятельности                                            |
| Департамент государственного имущества и ресурсов                                                  |
| Управление по делам участников антитеррористической операции                                       |
| Управление предотвращения коррупции и проведения люстрации                                         |
| Управление здравоохранения и реабилитации                                                          |
| Управление лицензирования                                                                          |
| Отдел мобилизационной работы и организации бронирования                                            |
| Отдел по реформированию органов внутренних дел                                                     |
| -------------------------------------------------------------------------------------------------- |

## Органы Министерства внутренних дел

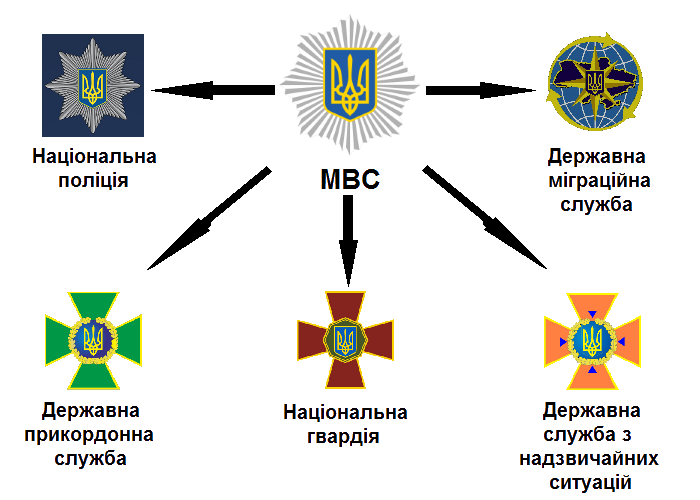
Органы Министерства внутренних дел с 7 ноября 2015 года

| Название                                         | Руководитель, воинское или специальное звание                | Штаб-квартира                         | Сайт            |
| ------------------------------------------------ | ------------------------------------------------------------ | ------------------------------------- | --------------- |
| Национальная полиция                             | Выговский, Иван Михайлович генерал полиции третьего ранга    | Киев, ул. Академика Богомольца, д. 10 | www.npu.gov.ua  |
| Государственная пограничная служба               | Дейнеко, Сергей Васильевич генерал-лейтенант                 | Киев, ул. Владимирская, д. 26         | www.dpsu.gov.ua |
| Государственная служба по чрезвычайным ситуациям | Даник, Андрей Николаевич полковник службы гражданской защиты | Киев, ул. О Гончара, д. 55а           | www.dsns.gov.ua |
| Национальная гвардия                             | Пивненко, Александр Сергеевич бригадный генерал              | Киев, ул. Народного Ополчения, д. 9а  | www.ngu.gov.ua  |
| Государственная миграционная служба              | Науменко, Наталья Николаевна                                 | Киев, ул. Владимирская, д. 9          | www.dmsu.gov.ua |

## Критика
По мнению канадского эксперта Тараса Кузьо Министерство внутренних дел имеет наихудшую репутацию в вопросах прав человека среди всех украинских госструктур, так как культура полицейского делопроизводства на Украине мало изменилась с советских времён. Украинские правоохранители широко используют в своей работе методы выбивания признаний и показаний без должного уважения к принципу презумпции невиновности (см. пытки на Украине). В украинских судах только 0,2 % задержанных получают оправдательные приговоры, то есть только 80 из 40000 содержащихся в камерах предварительного заключения. В связи с этим вызывает удивление отсутствие в повестке украинских политических партий планов по принятию мер для уменьшения насилия в полиции и пенитенциарной системе. По сообщению организации Amnesty International пытки и ненадлежащее обращение с заключёнными продолжают повсеместно практиковаться в украинских местах заключения в атмосфере безнаказанности для истязателей. При этом следственные процедуры по случаям пыток и плохого обращения с задержанными не соответствуют европейским стандартам в плане независимости и беспристрастности. Например, в 2010 году Украинский Хельсинкский Союз по правам человека получил 172 жалобы на истязания и унижения, из которых 90 имели отношение к пыткам в полиции. В том же 2010 году Европейский суд по правам человека выпустил 11 предписаний против Украины, по сравнению с 9 предписаниями в 2009 и только 4 в 2008 году.

## Знаки различия

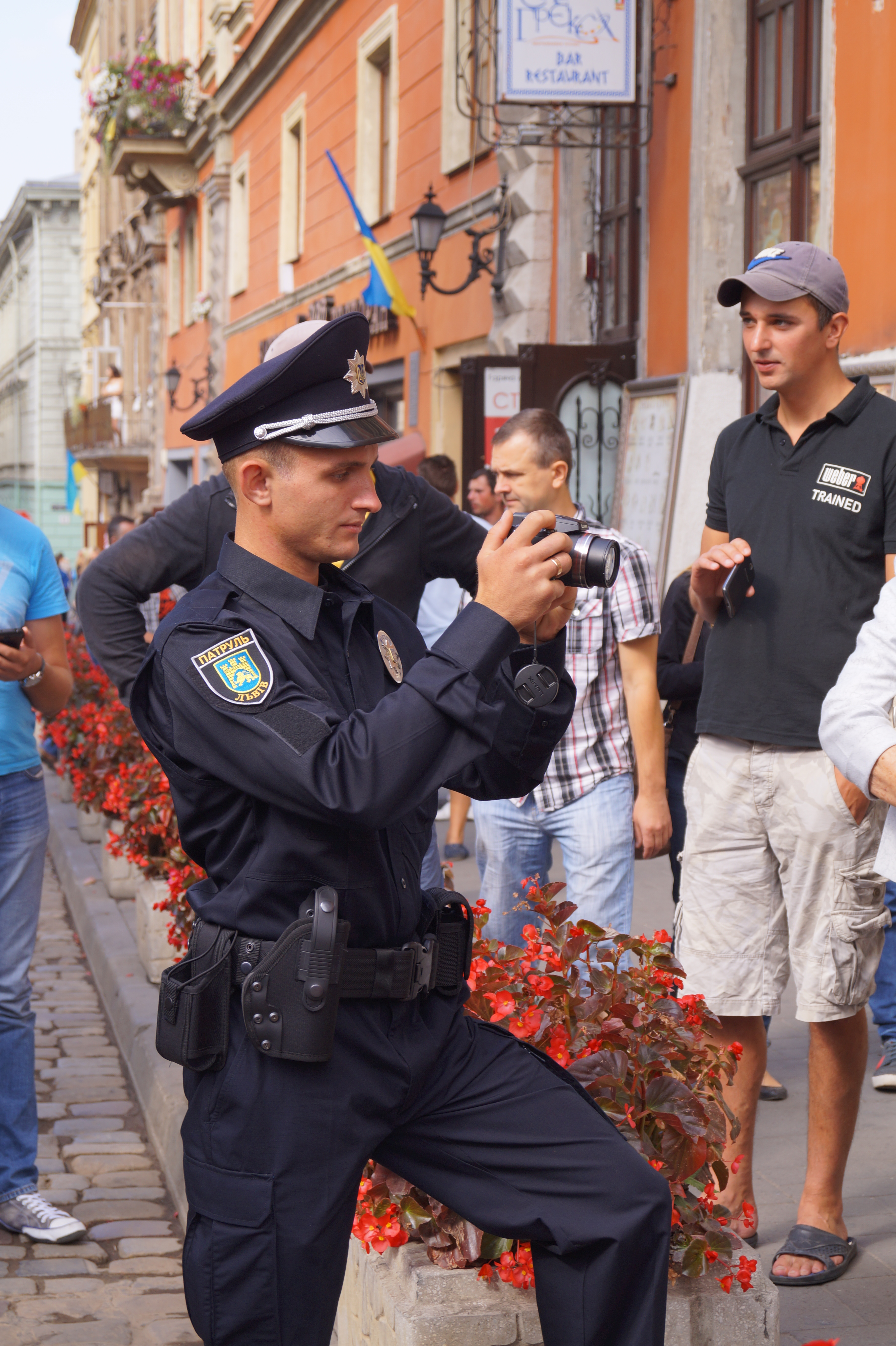
Форма сотрудника Национальной полиции Украины

|        | Младший состав | Младший состав | Младший состав | Младший состав  | Средний состав    | Средний состав | Средний состав    | Средний состав |
| ------ | -------------- | -------------- | -------------- | --------------- | ----------------- | -------------- | ----------------- | -------------- |
| Погон  |                |                |                |                 |                   |                |                   |                |
| Звание | Рядовой        | Капрал         | Сержант        | Старший сержант | Младший лейтенант | Лейтенант      | Старший лейтенант | Капитан        |

|        | Старший состав | Старший состав | Старший состав | Высший состав           | Высший состав           | Высший состав           |
| ------ | -------------- | -------------- | -------------- | ----------------------- | ----------------------- | ----------------------- |
| Погон  |                |                |                |                         |                         |                         |
| Звание | Майор          | Подполковник   | Полковник      | Генерал полиции 3 ранга | Генерал полиции 2 ранга | Генерал полиции 1 ранга |

### Медали за службу

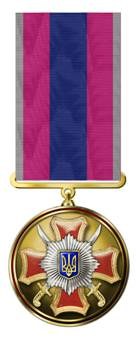
25 лет службы
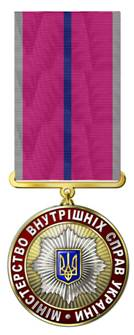
20 лет службы
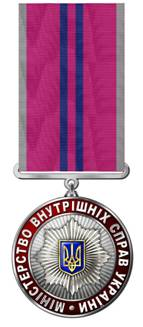
15 лет службы
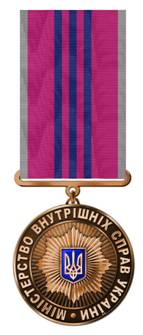
10 лет службы

## Спецподразделения по охране общественного порядка
В апреле 2014 года главой МВД было принято решение о создании корпуса спецподразделений по охране общественного порядка (батальонов патрульной службы милиции особого назначения) для защиты от преступных посягательств и охраны общественного порядка.
Спецбатальоны МВД Украины вооружены в основном стрелковым оружием (хотя в отдельных батальонах зафиксировано наличие крупнокалиберных пулемётов и миномётов) и имеют небольшое количество лёгкой бронетехники. Однако навыками ведения общевойскового боя в поле и в условиях городской застройки личный состав батальонов практически не обладает.
В период до начала сентября 2014 года были подписаны документы на создание 33 спецподразделений (батальонов и рот) патрульной службы милиции особого назначения, фактическая численность которых варьируется в широких пределах — от 30 до 400 человек. Личный состав батальонов ПСМОН вооружён только стрелковым оружием, хотя некоторое количество тяжёлого оружия и бронетехники было получено в инициативном порядке.
- так, 15 декабря 2014 сводное подразделение сотрудников МВД Украины по Ровенской области получило два модернизированных МТ-ЛБ (с установленными гранатомётами АГС-17 и решётчатыми противокумулятивными экранами)[5]

## Миротворческая деятельность
80 работников министерства служат в составе международных миротворческих миссий (до 2022):
- Демократическая Республика Конго: (MONUC) — 3 миротворца
- Кипр: (UNFICYP) — 1 миротворец
- Республика Косово: (UNMIK) — 1 миротворец
- Либерия: (UNMIL) — 19 миротворцев
- Судан: (UNMIS) — 19 миротворцев
- Восточный Тимор: (UNMIT) — 10 миротворцев
- Кот-д’Ивуар: (UNOCI) — 4 миротворца